# TGIF (歌曲)
〈TGIF〉是日本女子團體XG的歌曲，於2023年8月4日由XGALX以及Avex發行，為首張迷你專輯《NEW DNA》的第二首先行曲。